# かんてい局
かんてい局（かんていきょく）は、岐阜県大垣市笠木町に本拠を置き日本全国にフランチャイズ展開する質屋及びリユースショップ。日本初の質屋のフランチャイズである。
東京商工リサーチが選定する優良企業に5年連続掲載されたほか、リユース経済新聞のリユース企業成長率ランキング2023では、12位にランキングされている。地元テレビ局の番組作りにも数多く協力している。

## 概要

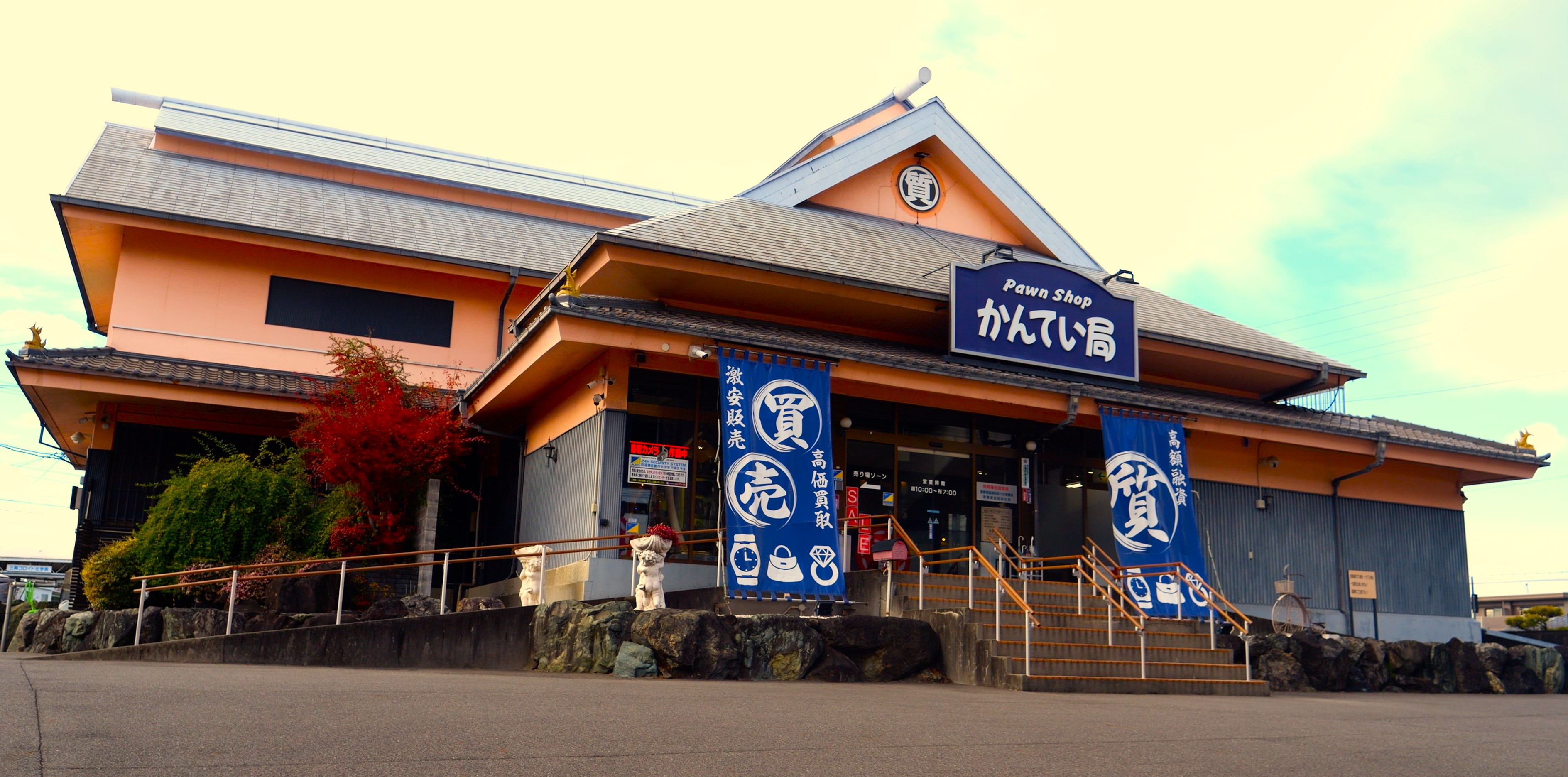
店舗の一つ、かんてい局北名古屋店（1997年オープン）

旧来の「質屋」のイメージを覆す、新形態の質屋・リユースショップで、日本初の質屋のフランチャイズである。1995年11月、1号店となる直営の	「質屋かんてい局茜部店」がオープン。FTC株式会社が運営し、岐阜県、愛知県を基盤に全国にチェーン展開する。直営店とフランチャイズ店からなる。従来の質屋では通常、品物を担保に融資を行うが、「かんてい局」では、こうした質務以外に「商品買取」と「商品販売」を行っている。店舗規模は大小さまざまで、深夜営業を行う店舗もある。
「店頭買取」「出張買取」「宅配買取」の3つの買取サービスを設けることで、客のニーズに合わせた選択肢を用意し、対応品目は1万以上のブランドに対応。質屋に入るには、人目が気になる客もいることから、明るい雰囲気の気軽に入りやすい店づくりや、商品陳列の工夫で、見やすさや高級感の演出などに特徴がある。ホンジャマカの 恵俊彰と広告宣伝出演契約を結んでいるほか、2022年2月には、やのひろみが愛媛の質屋かんてい局イメージキャラクターに就任するなど従来の質屋の概念を覆すような親しみやすいイメージづくりを行っている。
リユース事業を通じて循環型社会の構築に熱心であり、環境省が推奨する、「funtoshare/Fun to Share」気候変動キャンペーン低炭素社会推進プロジェクトに賛同するなど、社会貢献活動に注力。「清流の国ぎふ」SDGs推進ネットワーク会員」に認定される。
東京商工リサーチが選定する優良企業に5年連続掲載された。

## 企業理念
企業理念にミッション (Mission)、ビジョン (Vision)、バリュー (Value)を掲げ、革新的なビジネスモデルの創造、地域社会に新たな価値を生み出すこと、持続可能なビジネスモデルを通じて地域経済の発展を促進による次世代に誇れる未来の実現などを謳っている。

## 主なメディア出演

### テレビ
- 2024年3月7日 北陸朝日放送公式チャンネル「不要なものがお宝に!?質屋かんてい局金沢福久店」[9]
- 2024年5月9日 名古屋テレビ『ふらわんBOX』
- 2024年6月24日 中京テレビニュース「【定点観測】 質店の買い取り　うそっ！？思わずのけぞる査定額　かんてい局北名古屋店」[10]
- 2024年7月5日 テレビ愛知『キン・ドーニチ』
- 2024年7月17日 CBCテレビ『チャント!』
- 2024年9月3日 中京テレビ『キャッチ!』
- 2024年9月11日 名古屋テレビ『Digった!』
- 2024年9月17日  CBCテレビ『ふらわんBOX』

その他。以上